# Charles Haughey
Charles James Haughey (på iriska Cathal Ó hEochaidh), född 16 september 1925 i Castlebar, County Mayo, död 13 juni 2006 i Kinsealy, County Dublin, var en av Irlands mest framgångsrika politiker. Förutom att han tre gånger, 1979–1981, 1982 och 1987–1992 var taoiseach (premiärminister), fungerade han som justitieminister 1961–1964, lantbruksminister 1964–1966, finansminister 1966–1970 och social- och hälsominister 1977–1979. Haughey har efter sin politiska karriär anklagats för bland annat korruption.

## Ungdom
Charles Haughey föddes 1925 i Castlebar i grevskapet Mayo i västra Irland. Hans far hade tidigare varit IRA-officer och fortsatt efter det i Irlands armé. Som barn flyttade familjen Haughey till Dublin, Irlands huvudstad, där Haughey studerade vid bland annat University College Dublin. Under sina studier i King's Inn blev Haughey intresserad av politik och blev medlem i partiet Fianna Fáil. 1951 ingick Charles Haughey äktenskap med Maureen Lemass, dotter till blivande taoiseach Seán Lemass.

## Politisk karriär 1957-1979

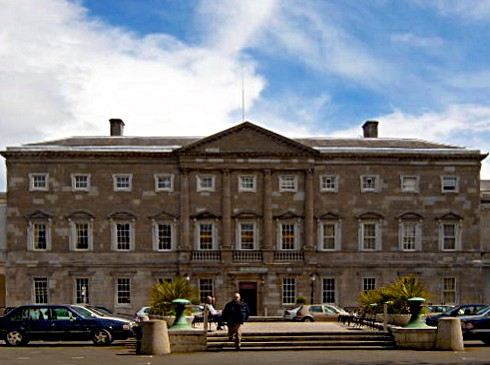
Parlamentets säte Leinster House i Dublin.

På sitt fjärde försök lyckades Charles Haughey i parlamentsvalen 1957 komma in i Oireachtas (Irlands parlament) undre kammare Dáil Éireann. Redan 1961 blev han justitieminister i sin svärfars regering. 1964 blev han lantbruksminister och 1966 stödde han sittande president Eamon de Valera, partikamrat i Fianna Fáil, i presidentvalen. Eamon de Valera blev vald med knapp majoritet, men han sägs ha varit missnöjd med Haughey, som enligt honom i framtiden "skulle komma att förstöra partiet".

1966 informerade taoiseach Seán Lemass att han skulle avgå som både taoiseach och partiordförande i Fianna Fáil. Charles Haughey övervägde att ställa upp i partiordförandevalen, men övertalades av Jack Lynch att inte göra det. Jack Lynch blev således ordförande och taoiseach, medan Haughey fick kontroll över finansministeriet, som under Lemass tid hade letts av Lynch.

I slutet av 1960-talet gled Irland in i en kris då oroligheterna i Nordirland tilltog. Lynchs regering beslöt att stöda irländska nationalister i Nordirland med 100 000 irländska pund, men finansminister Haughey anklagades för att ha gett dessa pengar till IRA. Resultatet var att Haugheys politiska karriär höll på att ta slut, han fick lämna finansministerposten och hans relationer till Jack Lynch försämrades avsevärt.
1975 föll dock Fianna Fáil till opposition, vilket förbättrade Haugheys situation gentemot Lynch. I och med parlamentsvalen 1977 steg stödet för Fianna Fáil och partiet fick återigen regeringsansvar. Jack Lynch var fortfarande taoiseach, men Haughey fick social- och hälsoministerposten. 1979 avgick Lynch både som taoiseach och partiordförande. Då lyckades Charles Haughey få partiets stöd och fyllde således båda posterna.

## Politisk karriär 1979-1992
Charles Haugheys tid som taoiseach var dock inte den lättaste möjliga. Irlands ekonomi var mycket dålig och Haughey var tvungen att planera en sträng budget som inte var populär bland folket. För att inte förlora parlamentsvalen 1981 försökte Fianna Fáil och Haughey därför dra nytta av hungerstrejkerna, de protester som gjordes mot Förenade Kungadömets ockupation av Nordirland. Fianna Fáil blev populistiskt och understödde dessa protester, men fick trots detta ett stöd på endast 45,5 procent, vilket inte räckte till. Fine Gaels Garret FitzGerald blev således taoiseach.
Haugheys och Fianna Fáils tid i opposition blev dock denna gång inte så lång. FitzGeralds regering föll då den föreslog en kontroversiell budget som skulle till exempel beskattat barnskor. Haughey blev således åter taoiseach i mars 1982.
Länge fick dock inte heller Haugheys andra regering sitta. Efter att också Haughey på grund av Irlands ekonomiskt svåra situation hade föreslagit en ytterst sträng budget, drog sig stödpartiet Workers' Party ur regeringskoalitionen. Detta ledde till Haugheys andra regerings fall i december 1982.
Fianna Fáils tid i opposition blev den här gången längre, och för Haughey betydligt svårare. Haugheys stöd inom partiet minskade, men han lyckades dock behålla partiordförandeskapet. Då Garret FitzGeralds andra regering efter en sträng budget utlyste nyval lyckades Fianna Fáil öka sitt stöd bland folket. Haughey tillsatte en minoritetsregering, vars arbete blev mycket svårt. Bland annat såg det dåligt ut 1989, då regeringen höll på att falla och Haughey utlyste nyval. Fianna Fáil miste ett par platser, men lyckades ändå behålla regeringsansvaret tillsammans med partiet Progressive Democrats. Haughey fortsatte som taoiseach, men hans position inom Fianna Fáil blev allt svårare.
Charles Haugheys problem inom Fianna Fáil ledde slutligen i januari 1992 till att han lämnade ordförandeposten. I februari samma år lämnade han även posten som taoiseach. Båda posterna fylldes av Albert Reynolds. 1992 lämnade Haughey även Dáil Éireann och gick i pension.

## Efter den politiska karriären
Charles Haugheys tid som taoiseach var inte så lätt. Efter sin karriär har han dock anklagats för bland annat korruption. Det har till exempel kommit fram att Haughey tog emot mutor av diverse handelsmän under sin tid som taoiseach. Den 13 juni 2006 dog Haughey i cancer. Redan cirka tio år tidigare hade prostatacancer hittats hos Haughey. Efter Haugheys död i december 2006 framlades en korruptionsutredning där det framkom att Haughey under sin tid vid makten emottagit omkring 400 miljoner kronor i mutor.